# Bonnemaison
Bonnemaison é uma comuna francesa na região administrativa da Normandia, no departamento Calvados. Estende-se por uma área de 8,49 km². Em 2010 a comuna tinha 412 habitantes (densidade: 48,5 hab./km²).